# Пионерская улица (Коломна)
Пионе́рская улица — улица в районе Старая Коломна города Коломны. Проходит от улицы Левшина до улицы Бабушкина, пересекая улицы Савельича, Красногвардейскую, Уманский, Октябрьской Революции, Гражданскую, Коломенскую и Толстикова, Красную Зарю, Ленина, Академика Макеева, Гоголя.

## История
Коломенский кремль начал строиться в 1525 году по указу Василия III. Известняк добывался в каменоломнях на берегу Оки, а глина для кирпичей — в Митяевской и Запрудной слободках. В слободках делали кирпич, который обжигали в особых печах, а затем сушили в больших сараях — кирбатах. В образовавшейся Кирбатской слободе жили каменщики, кирпичники и камнеломщики. По Кирбатской слободе в XVIII—XIX веках получила своё название Старо-Кирбатская улица.
Современное название улица получила в 1957 году по находившемуся на ней Дому пионеров.

## Примечательные здания и сооружения
- Дом пионеров (бывший)